# 何英瑋
何英瑋（Ewan Ho，1990年2月16日－），香港獨立音樂人及退役劍擊運動員。曾為香港劍擊代表隊成員，亦曾效力德國TSV SPEYER劍擊隊。退役後展開流浪旅程，走訪逾五十個國家、一百多個城市，並在旅途中創作音樂。他是香港首位一邊巡迴演出、一邊參加劍擊比賽的唱作歌手，其作品融合民謠、社會寫實與文學意象，風格獨特，被譽為「流浪詩人」。

## 簡歷
何英瑋早年就讀旅港新會潮連同鄉會張祝珊紀念學校。13歲起開始練習劍擊，曾加入香港劍擊代表隊並效力德國TSV SPEYER劍擊隊，並在多項賽事中獲得獎項，包括全國大學生錦標賽團體冠軍及德國Mainzer Stadmeisterschaften冠軍。退役後，他展開流浪旅程，走訪逾五十個國家、一百多個城市，在旅途中創作音樂，被譽為「流浪詩人」。
他的音樂作品融合民謠、社會寫實與文學意象。2016年推出個人EP《自編，自導，自戀》，作品《真誠的心》曾登上獨立音樂榜首。2018年成立「牧民樂隊」，曲風轉向民謠搖滾，並在專輯《Gift!》中進行多種音樂實驗。2021年創立「話頭醒尾音樂及文化廠牌」，透過獨立發行平台與實體演出，積極推動本地音樂創作。
他的代表作品包括《漢記書店》、《我和阿姨有個約會》、《劏房》與《城內》等，獲得多位文化界人士高度評價：
「我欣賞《漢記書店》左手交右手的妙筆生花；《我和阿姨有個約會》的獨特編排也吸引；《劏房》的狀況現在似乎改善中、或者很快便減弱共鳴；我始終是老一輩的人，最喜歡的是《城內》一曲，這首將會是心中的迴響。」
—潘偉源，香港殿堂級作詞人
「本地情懷。心水：《漢記書店》。窩心的溫度和淡淡情懷。」
—關栩溢，樂評人、填詞人
「感覺為香港作了一個全紀錄，只係透過幾個事情，就已經道出當中的變化。活生生的歌曲，活生生的見證。」
—Leslie Lee，電台主持、作家

「如果繁華有倒影，何英瑋一定就是那個倒影。」
—蔡焱，當代藝術設計師
何英瑋亦熱衷社區參與，曾受邀於校園與社區講座分享人生故事與音樂歷程。他的創作理念以「無論多難過也好，也不能失去希望」為座右銘，在音樂與行動中貫徹真誠與信念。

## 音樂歷程
- 2012年參與《白雲時尚音樂節》
- 2013年參與《藝民節音樂夜》
- 2013年 - 2015年旅遊及街頭表演
- 2016年製作EP《自編，自導，自戀》
- 2016年 單曲《真誠的心》於看見獨立音樂網售賣榜第一位
- 2017年 參與 春天吶喊音樂節
- 2017年 參與 蘭桂坊啤酒音樂節
- 2017年 參與 香港青年夢革命音樂會
- 2018年 參與 帆船嘉年華音樂會
- 2018年成立「牧民樂隊」，並於搶耳音樂節獲得「最佳觀眾獎」。
- 2021年創立「話頭醒尾音樂及文化音樂廠牌」。
- 2022至2024年間舉辦多場巡演，推出EP《城內》。

### 派台歌曲成績
| 派台歌曲成績（五台） | 派台歌曲成績（五台） | 派台歌曲成績（五台） | 派台歌曲成績（五台） | 派台歌曲成績（五台） | 派台歌曲成績（五台） | 派台歌曲成績（五台） | 派台歌曲成績（五台） |      |
| -------------------- | -------------------- | -------------------- | -------------------- | -------------------- | -------------------- | -------------------- | -------------------- | ---- |
| 唱片                 | 歌曲                 | 903                  | RTHK                 | 997                  | TVB                  | ViuTV                | 備註                 | 備註 |
| 2022年               |                      |                      |                      |                      |                      |                      |                      |      |
|                      | 隔離日記             | -                    | -                    | -                    | -                    | -                    | 首支派台作品         |      |
|                      | 我和阿姨有個約會     | -                    | -                    | -                    | -                    | -                    | Feat. 黎莉           |      |
| 2023年               |                      |                      |                      |                      |                      |                      |                      |      |
|                      | 漢記書店             | -                    | -                    | -                    | -                    | -                    |                      |      |
| 2024年               |                      |                      |                      |                      |                      |                      |                      |      |
|                      | 劏房                 | -                    | -                    | -                    | -                    | -                    |                      |      |
|                      | 城內                 | -                    | -                    | -                    | -                    | -                    |                      |      |

| 903 | RTHK | 997 | TVB | ViuTV | 備註              |
| 0   | 0    | 0   | 0   | 0     | 四台冠軍歌總數：0 |

- （*）仍在榜上
- （-）未能上榜
- （×）沒有派往該台

## 劍擊成績
- 第十八屇全國大學生錦標賽 第一名（團體）
- 第十五屇全國大學生錦標賽 第二名（個人）
- Mainzer Stadmeisterschaften 第一名
- 二十歲以下全港總排名 第一名 （2008-2009）
- Würzburger Juniorenturnier 2008 第三名
- Germany Championships Süd-West （2007-2008） 排名 第三名